# Münster (Bajorország)
Münster település Németországban, azon belül Bajorországban. Lakosainak száma 1223 fő (2023. december 31.).

## Népesség
A település népessége az elmúlt években az alábbi módon változott:
| Lakosok száma | 673  | 1109 | 807  | 856  | 1178 | 1170 | 1127 | 1160 | 1194 | 1223 |
|               | 1875 | 1950 | 1975 | 1987 | 2012 | 2014 | 2016 | 2017 | 2021 | 2023 |